# Leandro Guilheiro
Leandro Marques Guilheiro (Suzano, 7 de agosto de 1983) es un deportista brasileño que compitió en judo.
Participó en tres Juegos Olímpicos de Verano entre los años 2004 y 2012, obteniendo dos medallas, bronce en Atenas 2004 y bronce en Pekín 2008. En los Juegos Panamericanos consiguió dos medallas, en los años 2007 y 2011.
Ganó dos medallas en el Campeonato Mundial de Judo, en los años 2010 y 2011, y tres medallas en el Campeonato Panamericano de Judo entre los años 2009 y 2012.

## Palmarés internacional
| Juegos Olímpicos        | Juegos Olímpicos         | Juegos Olímpicos  | Juegos Olímpicos |
| Año                     | Lugar                    | Medalla           | Categoría        |
| ----------------------- | ------------------------ | ----------------- | ---------------- |
| 2004                    | Atenas (Grecia)          | Medalla de bronce | –73 kg           |
| 2008                    | Pekín (China)            | Medalla de bronce | –73 kg           |
| Campeonato Mundial      |                          |                   |                  |
| Año                     | Lugar                    | Medalla           | Categoría        |
| 2010                    | Tokio (Japón)            | Medalla de plata  | –81 kg           |
| 2011                    | París (Francia)          | Medalla de bronce | –81 kg           |
| Juegos Panamericanos    |                          |                   |                  |
| Año                     | Lugar                    | Medalla           | Categoría        |
| 2007                    | Río de Janeiro (Brasil)  | Medalla de plata  | –73 kg           |
| 2011                    | Guadalajara (México)     | Medalla de oro    | –81 kg           |
| Campeonato Panamericano |                          |                   |                  |
| Año                     | Lugar                    | Medalla           | Categoría        |
| 2009                    | Buenos Aires (Argentina) | Medalla de oro    | –73 kg           |
| 2011                    | Guadalajara (México)     | Medalla de oro    | –81 kg           |
| 2012                    | Montreal (Canadá)        | Medalla de oro    | –81 kg           |